# Iden (Altmark)
Pour les articles homonymes, voir Iden.
Iden est une commune allemande de l'arrondissement de Stendal, Land de Saxe-Anhalt.

## Géographie
Iden se situe au bord de l'Altmark, dans la Wische, une ancienne zone d'inondations de l'Elbe, à 8 km du fleuve.
La commune comprend les quartiers d' Iden, Busch, Büttnershof, Germerslage, Kannenberg, Rohrbeck et Sandauerholz.
|           | Werben              |        |
| Osterburg | Iden                | Sandau |
|           | Hohenberg-Krusemark |        |

## Histoire
La première église d'Iden date de 800. En 1204, le village de Rohrbeck est mentionné pour la première fois dans un document, Iden en 1334.
Dans le cadre de la réforme municipale, la municipalité précédemment indépendante Sandauerholz est incorporée avec les villages de Büttnershof, Germerslage et Kannenberg à Iden en juillet 2009.

## Personnalités liées à la commune
- Franz Zielasko (1896-1943), opposant au régime nazi.
- Rudolf Leiding (1914-2003) dirigeant né à Busch.